# Longpont-sur-Orge
Longpont-sur-Orge ist eine französische Gemeinde mit 6.456 Einwohnern (Stand 1. Januar 2022) im Département Essonne in der Region Île-de-France; sie gehört zum Arrondissement Palaiseau und zum Kanton Brétigny-sur-Orge. Die Stadt liegt am Fluss Orge.

## Geographie
An der östlichen Gemeindegrenze verläuft der Fluss Orge, im Süden sein linker Zufluss Salmouille.

### Nachbargemeinden
- Leuville-sur-Orge
- Saint-Michel-sur-Orge
- Linas
- Montlhéry
- Brétigny-sur-Orge

## Geschichte
Bis zum Beginn des 20. Jahrhunderts hieß der Ort Longpont-sous-Montlhéry.

## Städtepartnerschaften
Seit 1991 ist Neukirchen im Schwalm-Eder-Kreis Partnerstadt. Eine Partnerschaft verbindet Longpont-sur-Orge außerdem mit der Gemeinde Ayérou in Niger.

## Sehenswürdigkeiten
Siehe auch: Liste der Monuments historiques in Longpont-sur-Orge
- Basilika Notre-Dame-de-Bonne-Garde (Grundsteinlegung 1031)
- Château de Lormoy und Château de Villebouzin (beide 17. Jahrhundert, heute Altersheim)
- Waschhaus, erbaut 1884

## Persönlichkeiten
- Louis de France (1276–1319), Graf von Èvreux, starb hier
- Ferdinand-Jean Darier (1856–1938), Dermatologe
- Leopold II. von Belgien (1835–1909) und Caroline Délacroix (1883–1948) mieteten das Château de Lormoy 1906/07, hier wurde ihr Sohn Philippe (1907–1914) geboren.